# FUNKY GRAMMAR UNIT
FUNKY GRAMMAR UNIT（ファンキーグラマーユニット）は、RHYMESTER、EAST END、RIP SLYME、KICK THE CAN CREW、MELLOW YELLOWを中心としたヒップホップ･コミュニティである。通称FGやFG Unit。

## 来歴
1993年にRHYMESTERの1枚目のアルバム『俺に言わせりゃ』収録の｢FUNKY GRAMMAR｣にMELLOW YELLOWとEAST ENDが客演したことをきっかけに結成された。
その後1995年にはRIP SLYMEが加入。その後もKICK THE CAN CREWのメンバーなども加入し、多少のメンバーの増減を経て、現在に至る。
2006年にRHYMESTERのアルバム『HEAT ISLAND』にFGクルーのMC全員が参加した楽曲「ウィークエンド・シャッフル feat. MCU, RYO-Z, KREVA, CUEZERO, CHANNEL, KOHEI JAPAN, SU, LITTLE, ILMARI, GAKU-MC, SONOMI, PES, K.I.N, 童子-T」が収録された。
2014年、RHYMESTER結成25周年を記念したイベント「R 25 RHYMESTER 25th. Anniversary with FUNKY GRAMMAR」がEX THEATER ROPPONGIにて開催され、FGクルーが一堂に会した。

## 所属アーティスト
- RHYMESTER
  - 宇多丸
  - Mummy-D
  - DJ JIN
- CUEZERO（BY PHAR THE DOPEST）
- CHANNEL（元INNOSENCE）
- DJ TATSUTA（顔PASSブラザーズ）
- DJ SHUHO
- SONOMI
- KREVA（KICK THE CAN CREW、BY PHAR THE DOPEST、顔PASSブラザーズ）
- LITTLE（KICK THE CAN CREW、UL）
- MCU（KICK THE CAN CREW、RADICAL FREAKS、マツリルカ、UL）

### 在籍していたメンバー
- SOHJIN（元INNOSENCE）
- DJ Gz-Jay（元MELLOW YELLOW）
- TAMA（元MELLOW YELLOW）
- Dr.LOOPER（元RHYMESTER）
- DJ CHOCOLATE（元RHYMESTER）
- DJ Shige（元RIP SLYME）
- DJ SHOJI（元RIP SLYME）
- MELLOW DOWN（EAST ENDのバックダンサー。SUも在籍）
  - TAKE（DJ FUMIYAの実兄）
  - Ca2o（現SEX山口）
- EAST END（2012年3月に活動終了）
  - GAKU-MC
  - ROCK-Tee
  - YOGGY
- MELLOW YELLOW（2010年8月に活動休止）
  - KOHEI JAPAN
  - KIN
  - DJ ISO
- RIP SLYME
  - RYO-Z
  - ILMARI
  - PES
  - DJ FUMIYA
  - SU

## FG NIGHT
FG NIGHTとは、FUNKY GRAMMAR UNITのメンバーによるライブイベントである。1993年、FUNKY GRAMMAR UNITを発足後、池袋チョイスにてイベント「FG NIGHT」を開始する。その後、渋谷Club Bar FAMILYに場所を変え2001年まで、渋谷Club Bar FAMILYを代表するイベントとして、歴史を重ねる。2002年shibuya NUTSがオープン。その後2009年末にshibuya NUTSが閉店、FG NIGHTのイベントも一時休止となる。その後2010年8月にSHIBUYA THE GAMEにて復活。現在は毎月第3金曜日にレギュラーイベントとして｢FG NIGHT｣を行っている。
2007年よりDJ 大自然が偶数月のレギュラーDJとなった。